# 南波あつこ
南波 あつこ（なんば あつこ、9月28日 - ）は、日本の漫画家。女性。血液型はO型。
『バランス』で第16回BF新人まんが大賞佳作を受賞。代表作は『スプラウト』。
出産経験がある。

## 作品リスト
特記がない限り講談社コミックス別冊フレンド（別フレKC）より刊行。
- 『太陽は君に輝く』、全1巻 - 初連載作品。
- 『かわいいって言ってよ』、短編集
- 『先輩と彼女』、全2巻（『別冊フレンド』2004年9月号 - 2005年4月号） - 2015年に映画化[4]。
- 『スプラウト』、全7巻（『別冊フレンド』2005年10月号 - 2008年2月号） - 2012年にテレビドラマ化[5]。
- 『隣のあたし』、全10巻（『別冊フレンド』2009年1月号 - 2012年3月号）
- 『いちごカルビ』、短編集
- 『青Ao-Natsu夏』、全8巻（『別冊フレンド』2013年8月号 - 2017年9月号） - 2018年に映画化[6]。
- 『カモナ マイハウス！』、全6巻（『別冊フレンド』2018年9月号[7] - 2021年12月号）
- 『恋スルシカク』講談社〈BE LOVE KC〉既刊2巻（『BE・LOVE』2024年7月号[8] - ）
  1. 2025年1月10日発売[9][10]、ISBN 978-4-06-538123-6
  2. 2025年6月13日発売[11]、ISBN 978-4-06-539782-4